# Orthosia nigralba
Orthosia nigralba är en fjärilsart som beskrevs av Yoshimoto 1993. Arten ingår i släktet Orthosia och familjen nattflyn. Inga underarter finns listade i Catalogue of Life. Typlokalen är bergsområdet Phulchowki i Nepal, på 2075 meters höjd.